# Вышна-Ситница
Вышна-Ситница (словац. Vyšná Sitnica) — село и одноимённая община в районе Гуменне Прешовского края Словакии. В письменных источниках начинает упоминаться с 1408 года.

## География
Село расположено в юго-восточной части края, в южной части Низких Бескид, в долине реки Ситнички, при автодороге 3820. Абсолютная высота — 189 метров над уровнем моря. Площадь муниципалитета составляет 9,79 км².

## Население
| Год:                | 1994 | 2004     | 2014    | 2024     |
| ------------------- | ---- | -------- | ------- | -------- |
| Количество человек: | 458  | 410      | 382     | 325      |
| Разница:            |      | −10,48 % | −6,82 % | −14,92 % |

По данным последней официальной переписи 2011 года, численность населения Вышна-Ситницы составляла 385 человек.